# Jagger (canción)
«Jagger» (estilizada como «Jagger.mp3») es una canción de la cantante argentina Emilia. Fue lanzada el 30 de marzo de 2023 por Sony Music Latin como el sencillo principal de su segundo álbum de estudio, .MP3. Fue escrita por Emilia, Duki y Zecca, y producida por este último.
Es una canción nostálgica a la cultura de los años 2000, con elementos de dance pop, pop urbano y hip hop, con referencias en el vídeo musical a Beyoncé, Christina Aguilera y Missy Elliott.

## Antecedentes y composición
El 28 de marzo de 2023, Emilia compartió un fragmento de la canción en su cuenta de Instagram. Al siguiente día, anunció la canción con un avance de su videoclip acompañante. «Jagger» es una canción de dance pop, con elementos de pop urbano y hip hop.

## Videoclip
El videoclip acompañante de «Jagger» fue lanzado simultáneamente con el lanzamiento de la canción. Fue dirigido por Facundo Ballve y ha sido descrito como «funky y poderoso», combinando «de manera vibrante estilos modernos con toques vintage». Tiene referencias a artistas femeninas de los años 2000, tales como Christina Aguilera, Missy Elliot, Ciara, entre otras. También ha sido comparada con videos musicales de Destiny's Child. El videoclip muestra a Emilia acompañada de bailarinas, quienes visten atuendos que resaltan la moda de los años 2000.

## Posicionamiento en listas

### Listas semanales
| Listas (2023)                 | Mejor posición |
| ----------------------------- | -------------- |
| Argentina (Argentina Hot 100) | 5              |
| Argentina (CAPIF)             | 8              |
| Argentina (Monitor Latino)    | 11             |
| Uruguay (Monitor Latino)      | 15             |

### Listas mensuales
| Listas (2023) | Mejor posición |
| ------------- | -------------- |
| Uruguay (CUD) | 16             |